# Ladungsträger (Physik)
Ladungsträger sind elektrisch geladene Teilchen, die elektrische Ladung als physikalische Größe und fundamentale Eigenschaft von Materie transportieren. 
Elektrische Ladung ist als Eigenschaft von Teilchen und Körpern immer an materielle Träger gebunden.
Elektrische Ladung tritt immer in einem positiven oder negativen ganzzahligen Vielfachen der Elementarladung {\displaystyle e} auf. Jedes Proton besitzt genau die Ladung {\displaystyle +e}, jedes Elektron die Ladung {\displaystyle -e}. Atome enthalten unter Normalbedingungen gleich viel positive wie negative Ladungen; sie sind damit elektrisch neutral und können als ungeladen betrachtet werden.
Der kleinste üblicherweise vorkommende Ladungsträger ist das Elektron; es ist vor allem in Metallen frei verfügbar. In der Halbleiterphysik äußert sich neben dem Vorhandensein eines Elektrons auch das Fehlen eines Elektrons wie ein Ladungsträger – mit ähnlichem Verhalten, aber mit positiver Ladung. Es trägt die Bezeichnung Defektelektron. Weitere elektrische Ladungsträger sind Ionen; das sind Atome oder Moleküle, die gegenüber einem elektrisch neutralen Zustand ein oder mehrere Elektronen verloren oder zusätzlich angelagert haben.
Ladungsträger können frei beweglich oder fest gebunden sein. Die Materie wird dann als elektrischer Leiter oder Nichtleiter bezeichnet mit einem weiten Übergangsbereich an elektrischer Leitfähigkeit. Ruhende Ladungsträger erzeugen ein elektrisches Feld; in eine gemeinsame Richtung bewegte Ladungsträger werden als elektrischer Strom bezeichnet.
Frei bewegliche Elektronen kommen vor allem in Metallen vor, können aber auch beispielsweise im Vakuum auftreten. Entsprechende Ionen kommen als Elektrolyt in wässrigen Lösungen und Salzschmelzen vor, selten auch in Festkörpern (z. B. in der Nernstlampe), ferner in Gasen und in Plasmen. Freie Elektronen und Ionen werden in Teilchenbeschleunigern verwendet. Mit dem Transport von Ionen in Materie ist eine chemische Veränderung der Materie verbunden, mit dem Transport von Elektronen und Defektelektronen hingegen nicht.
Quarks tragen ebenfalls elektrische Ladung, werden aber nicht als freie Teilchen beobachtet.